# État voyou

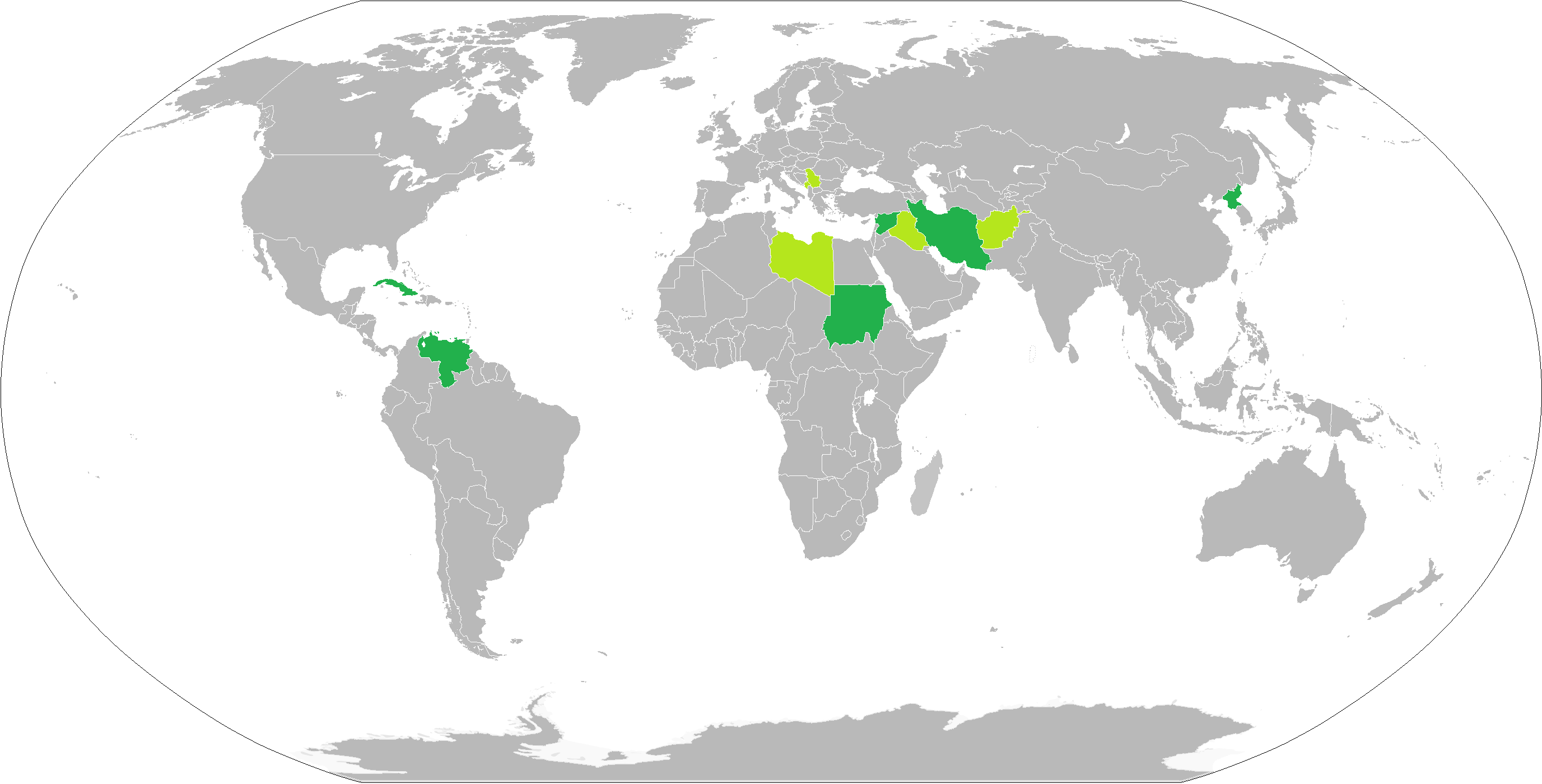
Carte des états voyous dans le monde en 2010.

L'expression d'État voyou renvoie à l'idée d'un État qui ne respecte pas les lois internationales les plus essentielles, organise ou soutient des attentats, ou viole de manière systématique les droits les plus élémentaires de l'être humain. La catégorie combine plusieurs diagnostics : militaire, géopolitique, politique ou encore économique.
L'appellation a été utilisée dans un premier temps par le gouvernement des États-Unis et certains de leurs alliés, comme le Royaume-Uni. Les accusations principales contre ces États sont l'appui, réel ou présumé, qu'ils accordent au terrorisme international et la possession ou l'ambition de posséder des armes de destruction massive.
L'expression est parfois également utilisée sur le plan économique et social. Ainsi, n'ayant pas remboursé les prêts du Fonds monétaire international, la Somalie, le Soudan, le Zimbabwe et la Grèce ont été qualifiés de rogue states par la presse américaine.

## Premières utilisations de l'expression
Le concept d'état voyou (rogue state en anglais) est né sous la présidence de Ronald Reagan dans les années 1980 pour qualifier le régime et la politique adoptée par la Libye du colonel Kadhafi. Dans cette première approche, la définition d’un État voyou reposait sur la menace qu’il représentait pour la sécurité collective et pour les intérêts américains. Elle est à rapprocher de la qualification de l'URSS comme "empire du mal" utilisée à la même époque par le président américain.
En 1994, Anthony Lake, conseiller à la sécurité nationale de Bill Clinton, définissait les États voyous comme étant « ceux qui manifestent une incapacité chronique à traiter avec le monde extérieur ». Quatre critères peuvent mesurer cette incapacité : la tentative d’acquérir des armes de destruction massive, le soutien à des groupes terroristes (sponsor ou harbour - soutenir ou héberger - les terroristes), le mauvais traitement de la population même du pays ou une animosité déclarée contre les États-Unis. L’objectif de la politique étrangère américaine est alors d'amener un changement de régime ou du moins une importante inflexion de la politique étrangère de l’État voyou.
Un changement de dénomination est intervenu sous l'influence de la secrétaire d'État Madeleine Albright en 2000. L'imminence de la menace constituée par les États voyous n'étant pas établie, on parla alors des États « préoccupants » (states of concern en anglais) pendant les six derniers mois du gouvernement Clinton. Cependant, dès son entrée en fonction, le gouvernement Bush, et notamment Colin Powell, reprit l'ancienne appellation.

## Une notion au centre de la politique extérieure américaine
Les attentats du 11 septembre 2001 ont conduit à un durcissement de la position américaine. Une liste de sept États voyous a été publiée le 16 septembre 2001. Elle incluait notamment la Corée du Nord, le Pakistan, l'Irak, l'Iran, l'Afghanistan et la Libye. Le concept a ensuite évolué dans la rhétorique américaine jusqu'à la reprise par le président Bush de l'expression « axe du Mal » lors de son discours sur l'état de l'Union le 29 janvier 2002, expression issue des milieux néoconservateurs.
Ces notions ont servi de base idéologique à l'intervention des États-Unis en Afghanistan et en Irak.
La liste publiée n'a cependant cessé d'évoluer. Le Pakistan a ainsi été retiré de la liste américaine après la coopération de ce pays après les événements du 11 septembre 2001. L’Afghanistan a été supprimé de cette liste lors de l'invasion de ce pays par les États-Unis. De la même manière, l'Irak a été supprimé de cette liste depuis l'invasion anglo-américaine en 2003. La Libye a été retirée de cette liste après les concessions de Mouamar Kadhafi et les efforts vers une démocratisation, selon le gouvernement américain. Plusieurs autres états comme Cuba, le Soudan ou le Venezuela sont parfois cités par l'administration américaine comme étant des États voyous.
En réaction à cette liste américaine, l'appellation « État voyou » est désormais fréquemment employée par les détracteurs de la politique d'Israël.

## Critiques de l'expression
De la même manière que le gouvernement américain était et est encore le principal défenseur du concept d’État voyou, les critiques de la politique étrangère américaine dénoncent l'utilisation de ce terme qui selon eux, est utilisé contre n'importe quel régime hostile aux États-Unis sans nécessairement être une véritable menace. Certains discutent par exemple le cas du Pakistan, qui n'a pas respecté le Traité de non-prolifération nucléaire en exportant des technologies d'armes nucléaires, pourtant cet État n'est plus mentionné dans la liste américaine des États voyous pour avoir coopéré avec les États-Unis lors de la guerre contre le terrorisme,. Robert S. Litwark critiquait fortement le concept d’État voyou dans le quotidien américain The Washington Post.
D'autres personnalités comme l'écrivain William Blum ou l'économiste Edward S. Herman défendent l'idée selon laquelle le terme d'État voyou est applicable aux États-Unis, car ce pays pratique la torture, intervient militairement sans mandat de l'ONU, soutient des régimes dictatoriaux et ne respecte pas les accords de Kyoto sur la pollution. Mark Curtis explique dans son livre Web of deceit que le terme État voyou est applicable aux États-Unis ou même au Royaume-Uni pour la politique étrangère appliquée par ces États.
Comme le terme axe du mal, des personnalités comme le philosophe Jacques Derrida ou le linguiste Noam Chomsky, dénoncent l'utilisation de ce terme, étant, selon eux, une justification de l'impérialisme et une expression propagandiste.